# Gerrit Krause
Gerrit Krause (* 1968) ist ein deutscher Tänzer, Schauspieler und Sänger.

## Leben
Krause verbrachte die Kindheit in Rabat und seine Jugend in Bonn, wo er zunächst eine Ausbildung als Tänzer absolvierte. Ersten Bühnenerfahrungen in der freien Theaterszene folgten Engagements am Schauspiel Bonn und an den Bühnen der Stadt Köln. Durch eine Musicalausbildung in Bad Gandersheim professionalisierte er 2001 seine Fähigkeiten im Bereich Gesang und Schauspiel. Bei den Gandersheimer Domfestspielen trat er im selben Jahr unter anderem in Der Name der Rose als Michael von Cesena und in Jesus Christ Superstar als Priester auf. Diese Rolle verkörperte er auch 2002/2003 am Stadttheater Münster. 
Es folgten weitere Engagements, wie in Goethes Faust oder in den  Musicals Evita, Hair und Cabaret. Von 2004 bis 2007 zählte er in Eggenfelden zum Ensemble des Theaters an der Rott und stand dort in Ladies Night, Die Räuber, Das Wirtshaus im Spessart und in Kaiser im Rottal auf der Bühne. Dann wechselte er zu den Burgfestspielen in Mayen und war dort in Der Zauberer von Oz und im Hauptmann von Köpenick zu sehen. In der Spielzeit 2012 stand er dort in Konstantin Weckers Musicalfassung von Alexis Sorbas als Mimithos auf der Bühne und übernahm auch die Choreographie der Inszenierung.